# M 45 (MSBS)
Die M 45 waren die ersten auf U-Booten der französischen Marine stationierten SLBM Interkontinentalraketen. Die Raketen wurden 1997 gemeinsam mit dem ersten Atom-U-Boot der neuen Triomphant-Klasse eingeführt und trugen jeweils sechs TN-71 Gefechtsköpfe mit einer Explosionskraft von jeweils 100 kT, nach anderen Angaben bis 150 kT. Die Gefechtsköpfe wurden bei den bisher letzten französischen Atomtests 1995/96 auf Mururoa gezündet. M 45 stellen eine Weiterentwicklung der M 4 dar. Sie sind aber auch mit Komponenten des Nachfolgeprojektes M 51 ausgestattet.
In der Nacht vom 1. Juni zum 2. Juni 2004 wurde eine M45 bei einem Trainings- und Erprobungsflug getestet. Sie wurde südlich der Bretagne von der Le Vigilant gestartet und traf nach einem Flug über den Atlantischen Ozean ihr Ziel in Französisch-Guayana.
Am 28. September 2016 wurden die M45 Raketen außer Dienst gestellt.